# Tanytarsus parvicrinis
Tanytarsus parvicrinis är en tvåvingeart som beskrevs av Tokunaga 1938. Tanytarsus parvicrinis ingår i släktet Tanytarsus och familjen fjädermyggor. Inga underarter finns listade i Catalogue of Life.